# Maria Tranchina
Maria Tranchina (Palermo, 10 febbraio 1968) è una pesista e martellista italiana.

## Biografia
Nel 1993 partecipò alle Universiadi di Buffalo, classificandosi ottava nel getto del peso. Risalgono al 1996 le sue prime medaglie a livello nazionale, quando ai campionati italiani invernali di lanci fu medaglia d'oro nel lancio del martello e ai campionati italiani assoluti di Bologna conquistò l'argento nel lancio del martello e il bronzo nel getto del peso. La sua migliore prestazione in questa specialità risale però al 1994, quando scagliò il peso a una distanza di 16,81 m, misura che all'epoca era la terza migliore prestazione italiana di sempre.
Nel 1997 fu campionessa italiana del getto del peso e nel 1998 partecipò ai campionati europei di Budapest, ma non andò oltre le qualificazioni.
Anche dopo aver superato i 35 anni continuò a praticare il getto del peso e il lancio del martello nelle categorie master, laureandosi campionessa italiana ai campionati italiani master di atletica leggera 2007 nel getto del peso, lancio del martello e lancio del martello con maniglia corta per la categoria MF35. Lo stesso anno, ai campionati del mondo master di atletica leggera fu medaglia d'oro nel lancio del martello e medaglia d'oro nel lancio del martello con maniglia corta e d'argento nel getto del peso, e pentathlon lanci, sempre per la categoria MF35.

## Record nazionali

### Master
- Lancio del martello:
  - MF35 (4 kg): 53,96 m ( Palermo, 2 giugno 2004)
  - MF40 (4 kg): 49,31 m ( Palermo, 12 luglio 2008)
  - MF45 (4 kg): 43,19 m ( Palermo, 6 luglio 2013)
- Lancio del martello con maniglia corta:
  - MF35 (9 kg): 15,96 m ( Riccione, 15 settembre 2007)
  - MF40 (9 kg): 14,00 m ( Enna, 25 giugno 2011)
  - MF50 (7,25 kg): 14,75 m ( Enna, 22 giugno 2019)
- Pentathlon lanci MF40: 3340 p. ( Reggio Calabria, 4 giugno 2011)

## Progressione

### Getto del peso
| Stagione | Misura  | Luogo         | Data      | Rank. Mond. |
| -------- | ------- | ------------- | --------- | ----------- |
| 2016     | 11,99 m | Orvieto       | 24-9-2016 |             |
| 2015     | 11,78 m | Messina       | 27-6-2015 |             |
| 2014     | 11,82 m | Messina       | 28-6-2014 |             |
| 2013     | 12,25 m | Rieti         | 28-9-2013 |             |
| 2012     | 12,55 m | Palermo       | 19-5-2012 |             |
| 2011     | 12,36 m | Enna          | 15-5-2011 |             |
| 2010     | 13,13 m | Palermo       | 13-6-2010 |             |
| 2009     | 12,70 m | Sulmona       | 26-9-2009 |             |
| 2008     | 12,83 m | Cagliari      | 20-7-2008 |             |
| 2007     | 14,03 m | Palermo       | 29-9-2007 |             |
| 2006     | 13,69 m | Busto Arsizio | 23-9-2006 |             |
| 2005     | 13,75 m | Catania       | 14-5-2005 |             |
| 2004     | 14,20 m | Catania       | 15-5-2004 |             |
| 2003     | 14,64 m | Milano        | 28-6-2003 |             |
| 2002     | 14,75 m | Catania       | 19-5-2002 |             |
| 2001     | 14,86 m | Catania       | 7-7-2001  |             |
| 2000     | 13,47 m | Pescara       | 21-7-2000 |             |
| 1998     | 15,22 m | Milano        | 9-6-1998  |             |
| 1997     | 15,92 m | Palermo       | 25-4-1997 |             |
| 1996     | 16,44 m | Bologna       | 26-5-1996 |             |
| 1995     | 16,14 m | Roma          | 8-6-1995  |             |
| 1993     | 15,98 m | Buffalo       | 16-7-1993 |             |

### Lancio del martello
| Stagione | Misura  | Luogo    | Data      | Rank. Mond. |
| -------- | ------- | -------- | --------- | ----------- |
| 2014     | 38,66 m | Messina  | 28-6-2014 |             |
| 2012     | 40,92 m | Messina  | 30-6-2012 |             |
| 2011     | 44,07 m | Macerata | 24-9-2011 |             |
| 2010     | 48,00 m | Palermo  | 12-6-2010 |             |
| 2009     | 47,61 m | Sulmona  | 26-9-2009 |             |
| 2007     | 51,69 m | Catania  | 7-7-2007  |             |
| 2006     | 51,66 m | Palermo  | 17-6-2006 |             |
| 2005     | 53,45 m | Palermo  | 16-7-2005 |             |
| 2004     | 53,96 m | Palermo  | 2-6-2004  |             |
| 2002     | 54,18 m | Palermo  | 23-2-2002 |             |
| 2000     | 49,40 m | Palermo  | 3-6-2000  |             |
| 1998     | 61,41 m | Formia   | 17-5-1998 |             |
| 1997     | 60,22 m | Palermo  | 14-6-1997 |             |
| 1996     | 28,30 m | Palermo  | 27-4-1996 |             |

## Palmarès
| Anno            | Manifestazione  | Sede     | Evento                     | Risultato | Prestazione | Note                          |
| --------------- | --------------- | -------- | -------------------------- | --------- | ----------- | ----------------------------- |
| 1993            | Universiadi     | Buffalo  | Getto del peso             | 8ª        | 15,98 m     | Miglior prestazione personale |
| 1998            | Europei         | Budapest | Lancio del martello        | 26ª (q)   | 53,87 m     |                               |
| Attività master |                 |          |                            |           |             |                               |
| 2007            | Mondiali master | Riccione | Getto del peso MF35        | Argento   | 13,33 m     |                               |
| 2007            | Mondiali master | Riccione | Lancio del martello MF35   | Oro       | 49,20 m     |                               |
| 2007            | Mondiali master | Riccione | Lancio del martellone MF35 | Oro       | 15,96 m     | Record nazionale              |
| 2007            | Mondiali master | Riccione | Pentathlon lanci MF35      | Argento   | 3 791 p.    |                               |

## Campionati nazionali
1996
- Oro ai campionati italiani invernali di lanci, lancio del martello - 52,16 m
- Bronzo ai campionati italiani assoluti, getto del peso - 16,44 m
- Argento ai campionati italiani assoluti, lancio del martello - 54,26 m

1997
- Oro ai campionati italiani assoluti, lancio del martello - 58,78 m

1998
- Argento ai campionati italiani assoluti, lancio del martello - 57,85 m

2001
- 5ª ai campionati italiani assoluti, getto del peso - 14,86 m

2002
- 5ª ai campionati italiani invernali di lanci, lancio del martello - 53,22 m
- 5ª ai campionati italiani assoluti, getto del peso - 14,50 m
- 10ª ai campionati italiani assoluti, lancio del martello - 51,72 m

2004
- 6ª ai campionati italiani assoluti, getto del peso - 13,38 m
- 9ª ai campionati italiani assoluti, lancio del martello - 50,25 m

2005
- 7ª ai campionati italiani assoluti, getto del peso - 13,55 m
- 7ª ai campionati italiani assoluti, lancio del martello - 51,61 m

2006
- 8ª ai campionati italiani assoluti, getto del peso - 13,09 m
- 12ª ai campionati italiani assoluti, lancio del martello - 48,21 m

2007
- 5ª ai campionati italiani assoluti, getto del peso - 13,47 m
- Oro ai campionati italiani master, getto del peso MF35 - 13,54 m
- Oro ai campionati italiani master, lancio del martello MF35 - 50,44 m
- Oro ai campionati italiani master, lancio del martello con maniglia corta MF35 - 15,17 m

2008
- 8ª ai campionati italiani assoluti, getto del peso - 12,83 m

## Altre competizioni internazionali
1995
- 8ª al Golden Gala ( Roma), getto del peso - 16,14 m